# Antoni Szypuła
Antoni Szypuła (ur. 5 października 1928 w Sołonce, zm. 12 lutego 2003 w Sanoku) – polski duchowny rzymskokatolicki.

## Życiorys
Urodził się 5 października 1928 w Sołonce. Kształcił się w seminarium duchownym. Ukończył studia na Wydziale Teologicznym na Katolickim Uniwersytecie Lubelskim. Sakrament święceń kapłańskich otrzymał w 1973. Posługiwał jako wikariusz w parafiach, w tym w Medyni Głogowskiej oraz rodzinnej Sołonce, gdzie na początku lat 70. zainicjował budowę kościoła. Przez sześć lat pracował jako katecheta w Lesku. 1 września 1976 objął stanowisko proboszcza Parafii Narodzenia Najświętszej Maryi Panny w dzielnicy Dąbrówka miasta Sanoka i pełnił ją do 2002. Był budowniczym kościoła pod tym samym wezwaniem. Został autorem kroniki parafialnej. Był także twórcą kościoła filialnego w Czerteżu. Publikował prace z zakresu historii regionalnej kościoła.
Za swoje zasługi został odznaczony Medalem „Zasłużony Budowniczy Kościołów Diecezji Przemyskiej” i dyplomem nadania medalu zasługi przy wznoszeniu domów bożych przez bp. Ignacego Tokarczuka oraz 14 lipca 1983 został zaliczony w poczet Kapelanów Ojca Świętego aktem nominacyjnym Sekretariatu Stanu Stolicy Apostolskiej.
Zmarł 12 lutego 2003 i został pochowany na cmentarzu przy kościele Narodzenia Najświętszej Maryi Panny w Sanoku.
Jego dwaj bracia, w tym Apolinary, byli oficerami Wojska Polskiego przed 1939 oraz Armii Krajowej podczas II wojny światowej.

## Upamiętnienie
Na terenie Sanoka w dzielnicy Dąbrówka została nazwana ulica imieniem ks. Antoniego Szypuły.
W dziesiątą rocznicę śmierci księdza, 12 lutego 2013 w kościele Narodzenia Najświętszej Maryi Panny w Sanoku zostało ustanowione epitafium ks. Antoniego Szypuły. Inskrypcja głosi: "D.O.M. Księdzu Prałatowi Antoniemu Szypuła ur. 5 X 1928 Sołonka k. Rzeszowa, zm. 12 II 2003 Sanok. Proboszczowi parafii w latach 1976-2002. Budowniczemu kościoła parafialnego i filialnego w Czerteżu. W 10 rocznicę śmierci wdzięczni parafianie. Sanok 12.02.2013."

## Publikacje
- 25 lat Parafii Rzymskokatolickiej w Sanoku - Dąbrówce 1966-1991 (1991)
- Królowa Polski nawiedza Sanok w symbolach peregrynacji czerwiec-lipiec 1970 (1993)
- Parafia Rzymsko-Katolicka w Straszydlu (1995)
- Peregrynacja obrazu Matki Bożej Częstochowskiej w diecezji przemyskiej w latach stanu wojennego 1982-1983 (1996)
- Historia nowych kościołów w Diecezji Przemyskiej 1966-1993, t. 1, 2, 3, 4 (1998)

## Galeria

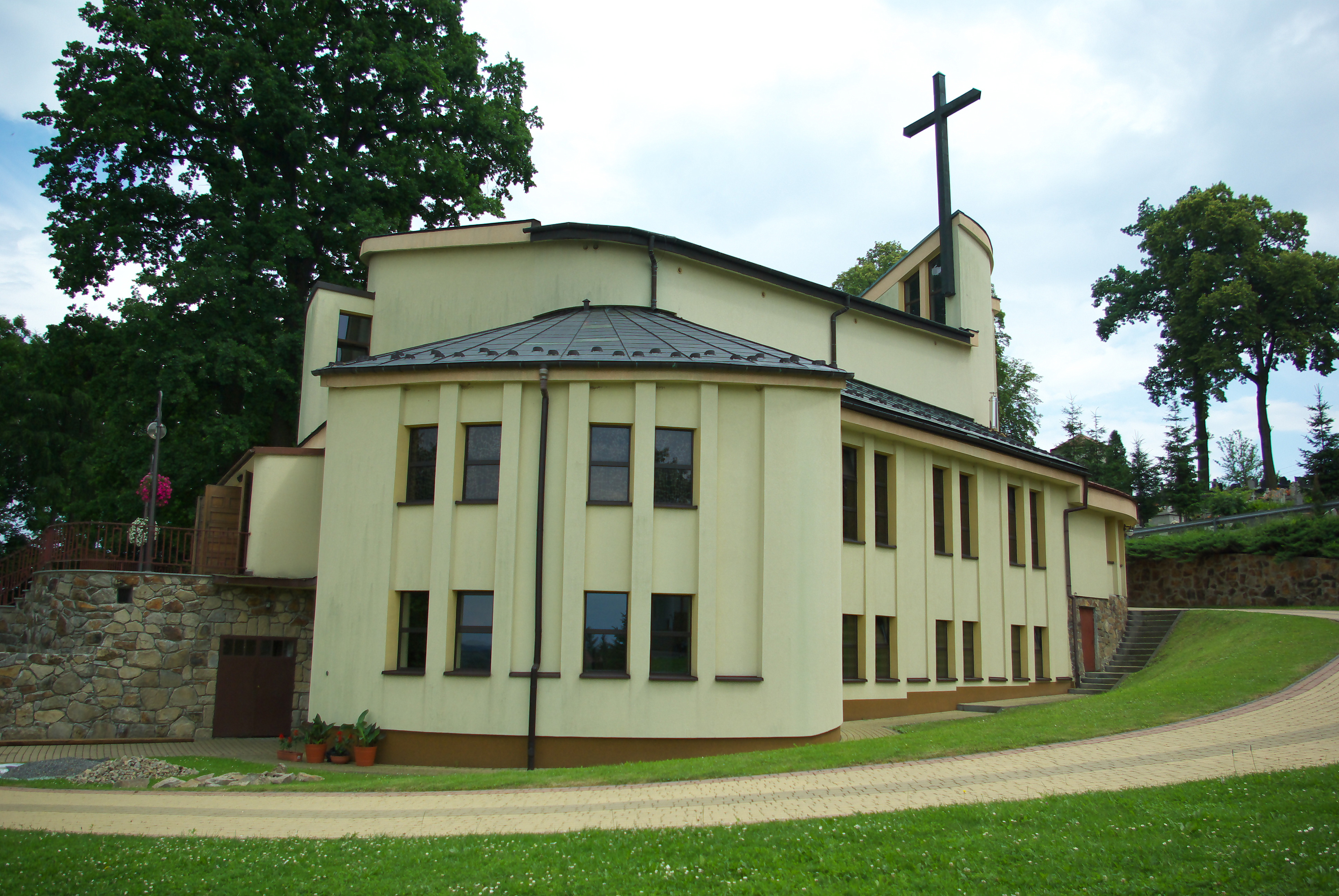
Kościół Narodzenia Najświętszej Maryi Panny w Sanoku
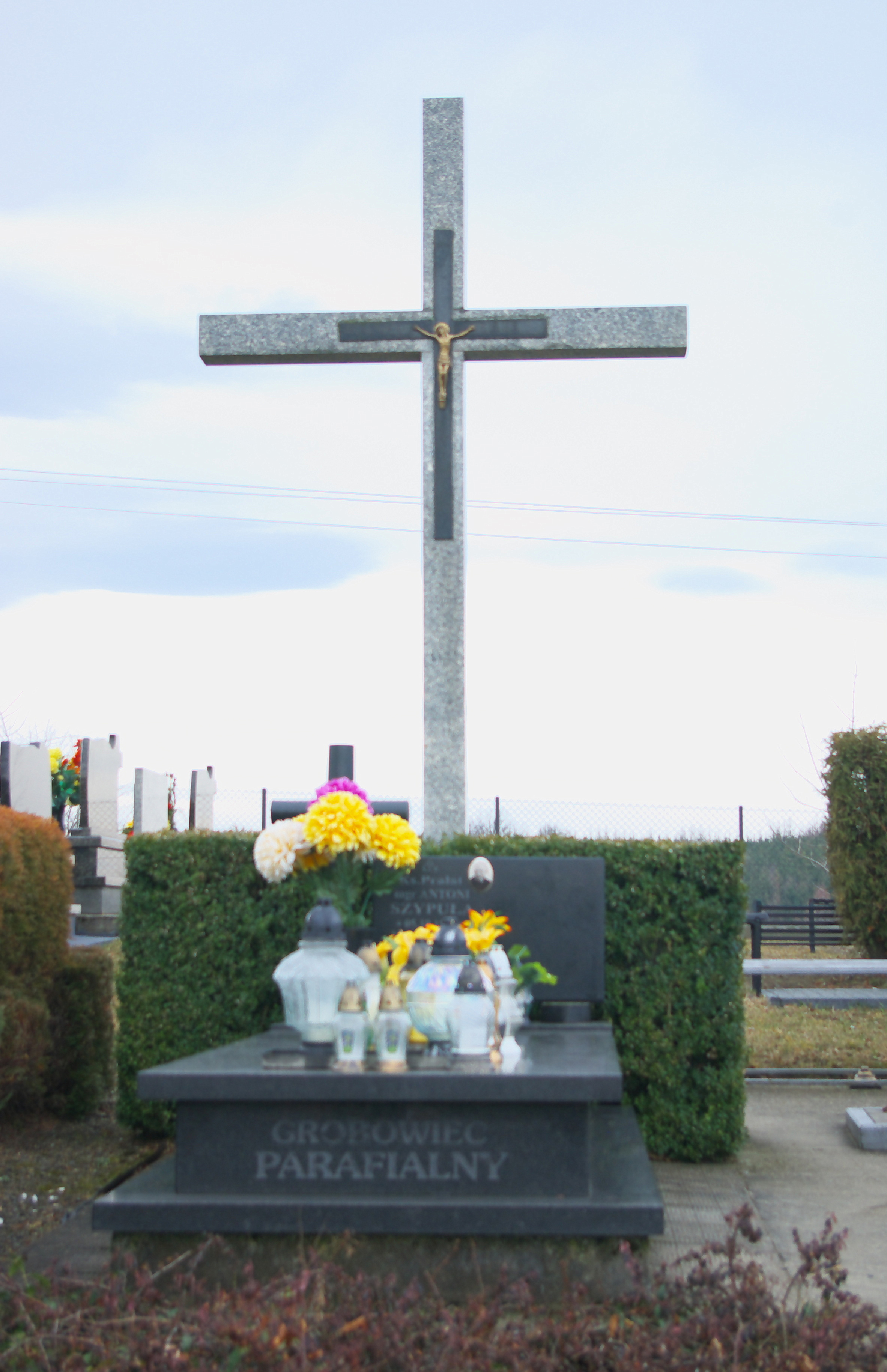
Nagrobek ks. Antoniego Szypuły
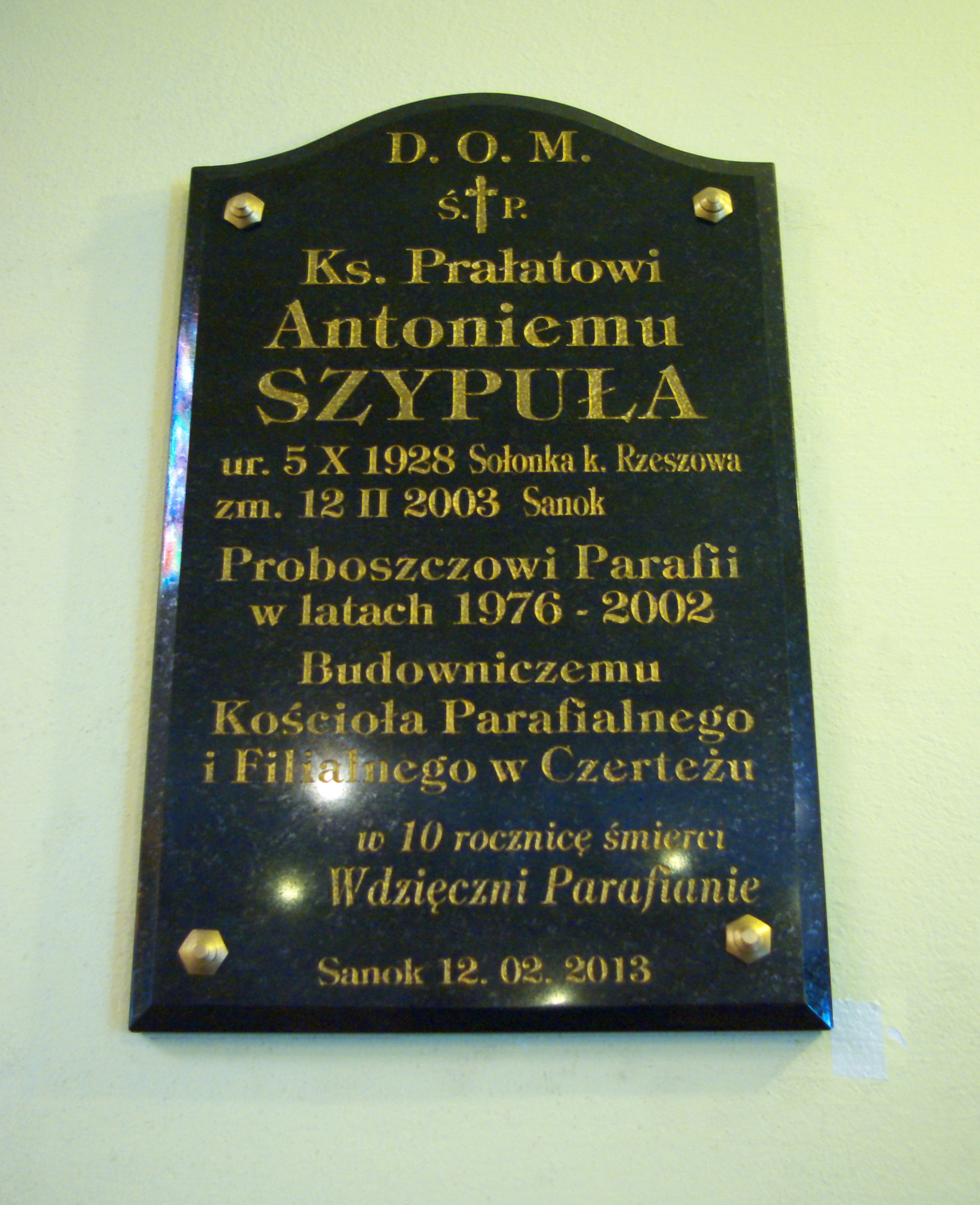
Epitafium ks. Szypuły
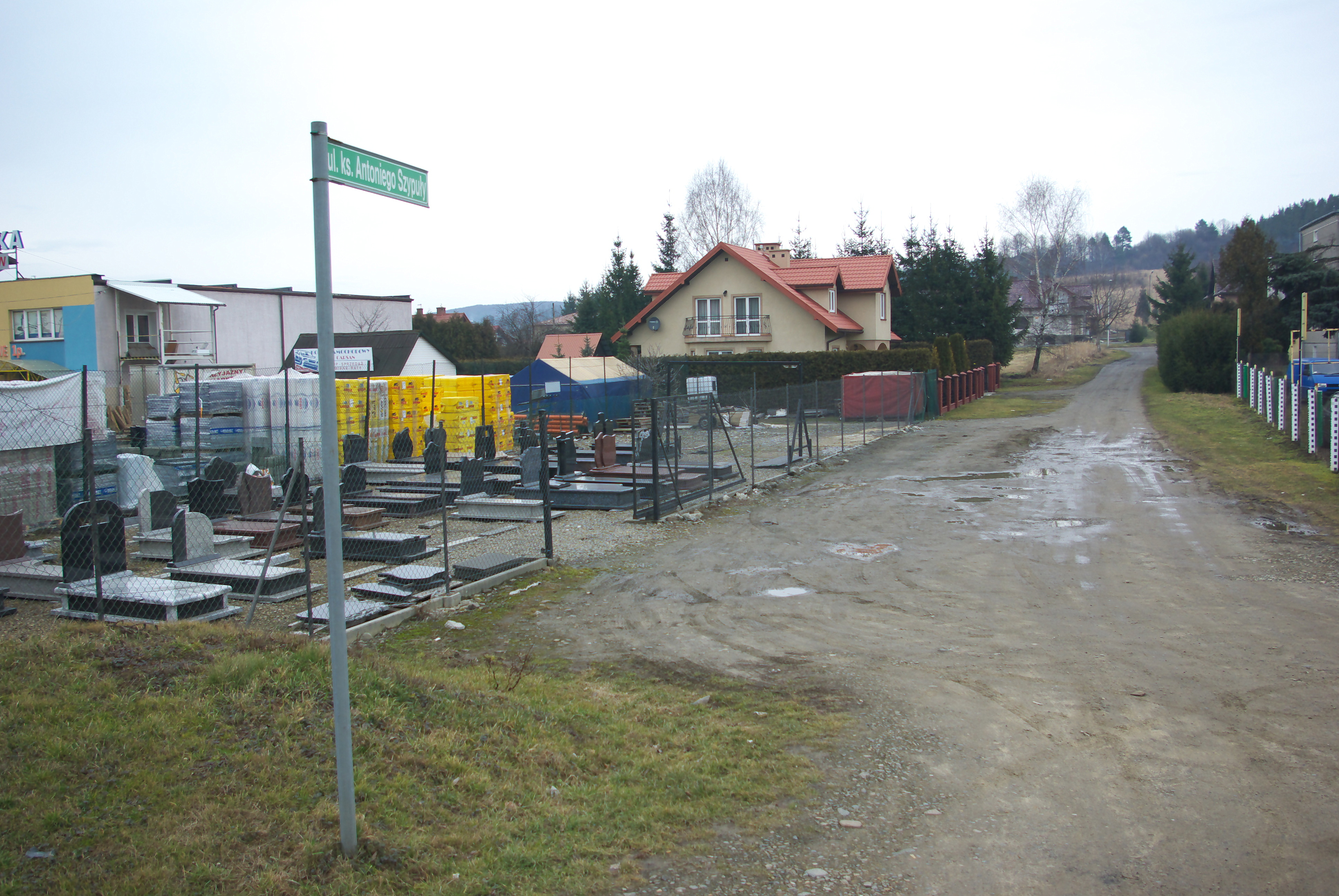
Ulica ks. Antoniego Szypuły w Sanoku